# Cheiloneurus caesar
Cheiloneurus caesar is een vliesvleugelig insect uit de familie Encyrtidae. De wetenschappelijke naam is voor het eerst geldig gepubliceerd in 2006 door Guerrieri.